# Viktor Röthlin
Viktor Röthlin (Kerns, Suiza, 14 de octubre de 1974) es un atleta suizo, especialista en la prueba de maratón, con la que ha llegado a ser medallista de bronce mundial en 2007.

## Carrera deportiva
En el Mundial de Osaka 2007 gana la medalla de bronce en la maratón, con un tiempo de 2:17:25, quedando en el podio tras el keniano Luke Kibet y el catarí Mubarak Hassan Shami.